# Batalla de Gandamak
La batalla de Gandamak, también conocida como la retirada de Kabul en 1842 o masacre del ejército de Elphinstone, fue la retirada de las fuerzas británicas y de la Compañía Británica de las Indias Orientales de Kabul durante la primera guerra anglo-afgana. Una insurrección en Kabul obligó al entonces comandante, el mayor general William Elphinstone, a replegarse hacia la guarnición británica en Jalalabad. Cuando el ejército y sus numerosos dependientes y seguidores del campamento comenzaron su marcha, fueron atacados por miembros de tribus afganas. Muchos de los miembros de la columna murieron de exposición, congelación o hambre, o fueron asesinados durante los combates.
Al comienzo del conflicto, las fuerzas británicas y de la Compañía de las Indias Orientales habían derrotado a las fuerzas del emir afgano Dost Mohammed Khan y en 1839 ocuparon Kabul, restaurando al anterior gobernante, Shuja Shah Durrani, como emir. Sin embargo, una situación que se deterioraba hizo que su posición fuera cada vez más precaria, hasta que un levantamiento en Kabul obligó al mayor general Elphinstone a retirarse. Para ello, negoció un acuerdo con Wazir Akbar Khan, uno de los hijos de Dost Mohammed Barakzai, por el cual su ejército debía retroceder a la guarnición de Jalalabad, a más de 140 kilómetros (90 millas) de distancia. Los afganos lanzaron numerosos ataques contra la columna mientras avanzaba lentamente a través de las nieves invernales a lo largo de la ruta que ahora es la carretera Kabul–Jalalabad. En total, el ejército británico perdió 4.500 soldados, además de unos 12.000 civiles, entre ellos las familias de los soldados indios y británicos, además de trabajadores, sirvientes y otros seguidores indios del campamento. La resistencia final se produjo en las afueras de un pueblo llamado Gandamak el 13 de enero.
De las más de 16.000 personas de la columna comandada por Elphinstone, sólo un europeo (el cirujano asistente William Brydon) y unos pocos cipayos indios llegaron a Jalalabad. Más de cien prisioneros británicos y rehenes civiles fueron liberados más tarde. Un número incierto de indios, muchos de los cuales estaban mutilados por congelación, sobrevivieron y regresaron a Kabul para vivir como mendigos o para ser vendidos como esclavos en otro lugar. Unos 2.000 cipayos regresaron a la India después de otra invasión británica a Kabul varios meses después, pero otros se quedaron en Afganistán.
En 2013, un escritor de The Economist calificó la retirada como "el peor desastre militar británico hasta la caída de Singapur exactamente un siglo después".

## Campaña británica

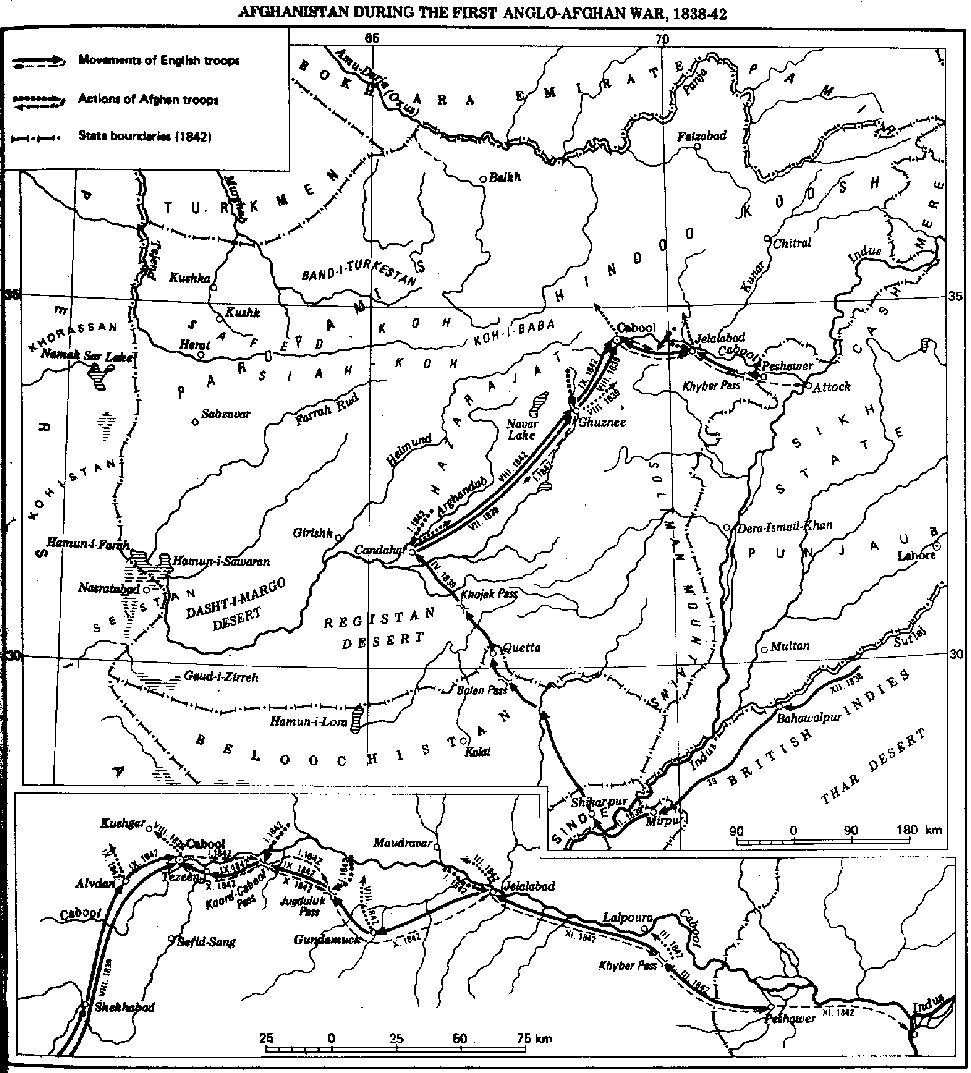
Mapa de Afganistán durante la primera guerra anglo-afgana.

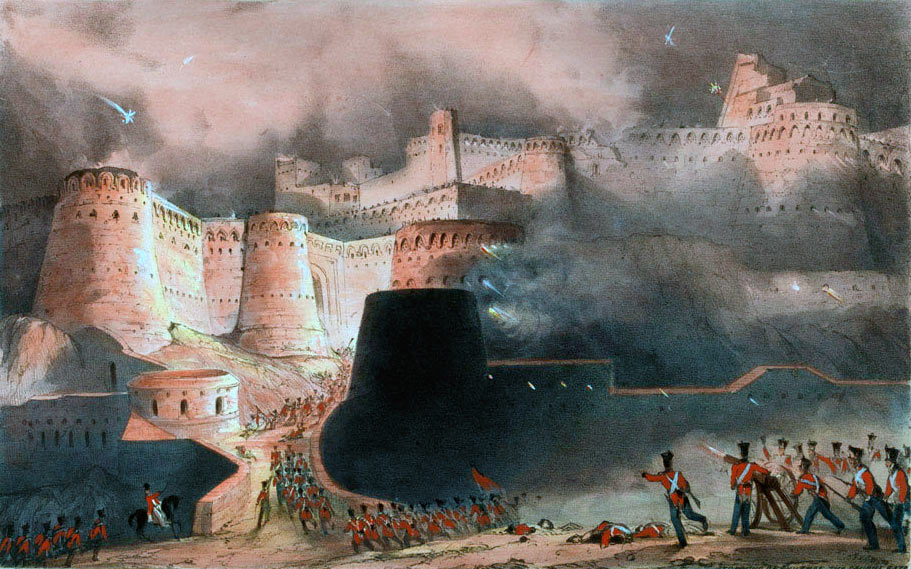
La batalla de Gazni, 23 de julio de 1839.

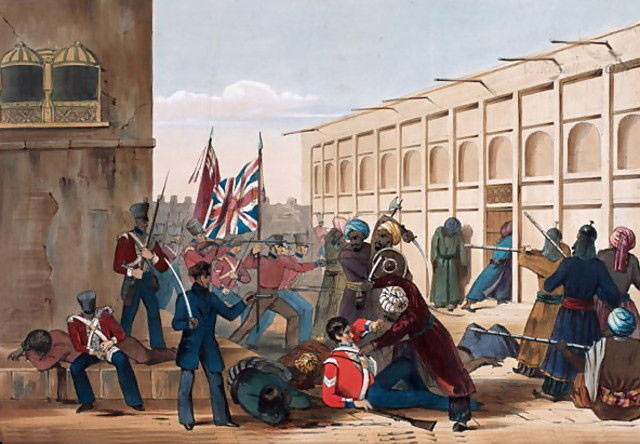
Batalla en el interior de Gazni, 23 de julio de 1839.

En 1838 la HEIC temía de la cada vez mayor influencia de Rusia en Afganistán desde que Dost Mohammed Khan tomara del poder del anterior emir Shuja Shah Durrani. Dost Mohammed había rechazado las pretensiones rusas pero cuando el Conde de Auckland, Gobernador General de la India, trató de someter la política exterior afgana a las directrices británicas el nuevo emir renovó sus relaciones con los rusos. El conde siguió los consejos del Secretario de Estado William Hay Macnaghten de apoyar a Shuja Shah y buscar una solución militar, rechazando los del capitán Alexander Burnes de preferir a Dost Mohammed y concertar una solución pacífica. Comenzó a reunir sus fuerzas a finales del año.
El ejército al mando del general Sir Willoughby Cotton con Macnaghten como su principal asesor, consistía en 9.500 soldados, 7.000 aliados afganos y acompañados por 38 mil seguidores del campamento (artesanos, camilleros, cocineros, sirvientes, peluqueros, sastres, armeros, camelleros, etc. además de las familias de los soldados indios y británicos). En marzo de 1839 cruzaron el paso de Bolán comenzando la marcha a Kabul. Avanzaron a través de terrenos difíciles, cruzando desiertos y montañas de una altura de 4.000 metros, pero se hizo un buen progreso y se alcanzó Kandahar el 25 de abril. 
También capturaron la fortaleza hasta entonces inexpugnable de Gazni el 22 de julio en un ataque por sorpresa, sufriendo 200 muertos y heridos, mientras que los afganos perdieron casi 500 hombres y 1.600 que fueron hechos prisioneros con un número desconocido de heridos. Un afgano traicionó a sus compatriotas dando información a los británicos de por donde entrar a la ciudad, gracias a la captura de Gazni, ciudad llena de provisiones enemigas las tropas indio-inglesas pudieron continuar su avance.
Dost Mohammed huyó al Hindu Kush y Shuja Sha fue proclamado emir y Kabul cayó el 6 de agosto sin lucha. Dost Mohammed se rindió a Macnaghten el 4 de noviembre de 1840, y fue exiliado a la India.

## Ocupación británica

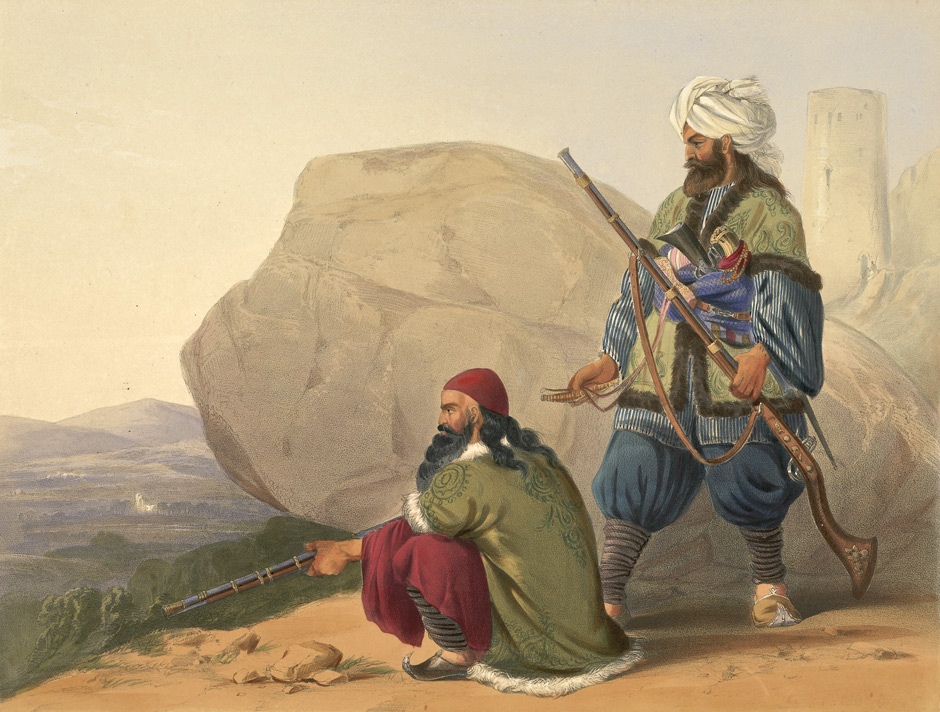
Soldados de infantería afganos, litografía de James Rattray (1841).

Kabul, en ese momento era una ciudad limpia, agradable, con espaciosas casas de madera rodeadas de jardines. Macnaghten se estableció como gobernador. Pronto se envió la mayoría de sus tropas de vuelta a sus cuarteles en la India y estableció rápidamente un estilo de vida de la era victoriana. Las fuerzas de ocupación se divirtieron organizando partidos de cricket, carreras de caballos y partidas de caza. En las noches de teatro aficionado los oficiales y sus esposas realizaban la obra de William Shakespeare, A Midsummer Night's Dream. Se consideró un honor la invitación a la fiesta de la Virgen Venta de Florentia donde se celebraban grandes y exclusivos banquetes. 
Pero la ocupación irritó a los afganos y estos no se hallaban dispuestos a ser sometidos. Gran Bretaña había reemplazado un gobernante relativamente popular por otro títere y con poca autoridad, además de ser cruel y vengativo con sus enemigos: los seguidores del derrocado Dost Mohammed. Akbar Khan, reunió nuevos adeptos entre los miembros de las tribus en las áreas rurales, donde la influencia británica fue leve. Pronto comenzó una guerra de guerrillas, que mantuvo a las fuerzas británicas permanentemente en movimiento.
El nuevo gobierno británico en la India pronto se frustró con los costos de mantenimiento de la gran guarnición en Kabul y las pocas ganancias que reportaba la nueva colonia, y eliminó los sobornos, que había estado pagando a las diversas tribus en la zona de los alrededores de Kabul y el paso de Khyber para mantener la paz. Una vez que los sobornos terminaron, no había más razón para permanecer bajo el yugo de los invasores británicos. 
Macnaghten desestimó todas las advertencias de sus oficiales y en su lugar escribió a sus superiores que, "este es el estado habitual de la sociedad afgana". La libertad de movimiento británico fue más y más restringido durante la primavera y el verano 1841. A pesar de ello Cotton fue sustituido como comandante de las tropas restantes por el envejecido y enfermo William Elphinstone.

## Rebelión afgana

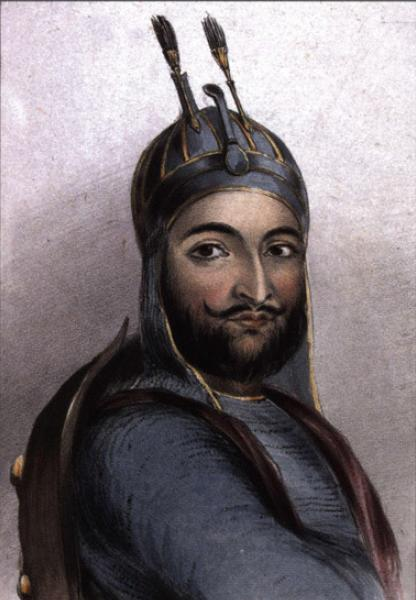
Akbar Khan (1813-1845), príncipe afgano, a fines de 1841 inició una sublevación en Kabul con 6.000 hombres forzando la retirada británica.

El 2 de noviembre de 1841, Akbar Khan proclamó una revuelta general y los ciudadanos de Kabul siguieron su ejemplo. Elphinstone y McNaghten fueron tomados por sorpresa. La Compañía de las Indias Orientales tenía solo 4.500 tropas en Kabul y sus alrededores, de los cuales 690 eran europeos. Los afganos irrumpieron en la casa de Sir Alexander Burnes, uno de los altos funcionarios políticos británicos, y le asesinaron con todos sus sirvientes. Elphinstone no tomó ninguna medida en respuesta al incidente, lo que alentó aún más la revuelta. La situación británica pronto se deterioró cuando los afganos irrumpieron en la mal defendida fortaleza donde se guardaban los suministros dentro de Kabul el 9 de noviembre. Las tropas británicas se retiraron a una fortaleza a más de dos kilómetros de la ciudad donde no podrían permanecer perdidos los suministros, el invierno que se avecinaba.
El 23 de noviembre, los afganos ocuparon una colina con vista al campo militar y empezaron a bombardear el campamento con dos piezas de artillería. Los británicos enviaron hombres a acabar con la artillería pero al salir del campamento general fueron atacados sin piedad por tiradores afganos armados con jezailes capaces de dar a objetivos a largas distancias, teniendo que retirarse dejando 300 heridos a su suerte. Con la baja moral de sus hombres Elphinstone pidió refuerzos al mayor general William Nott en Kandahar pero este al encontrar los pasos bloqueados por la nieve regresó.

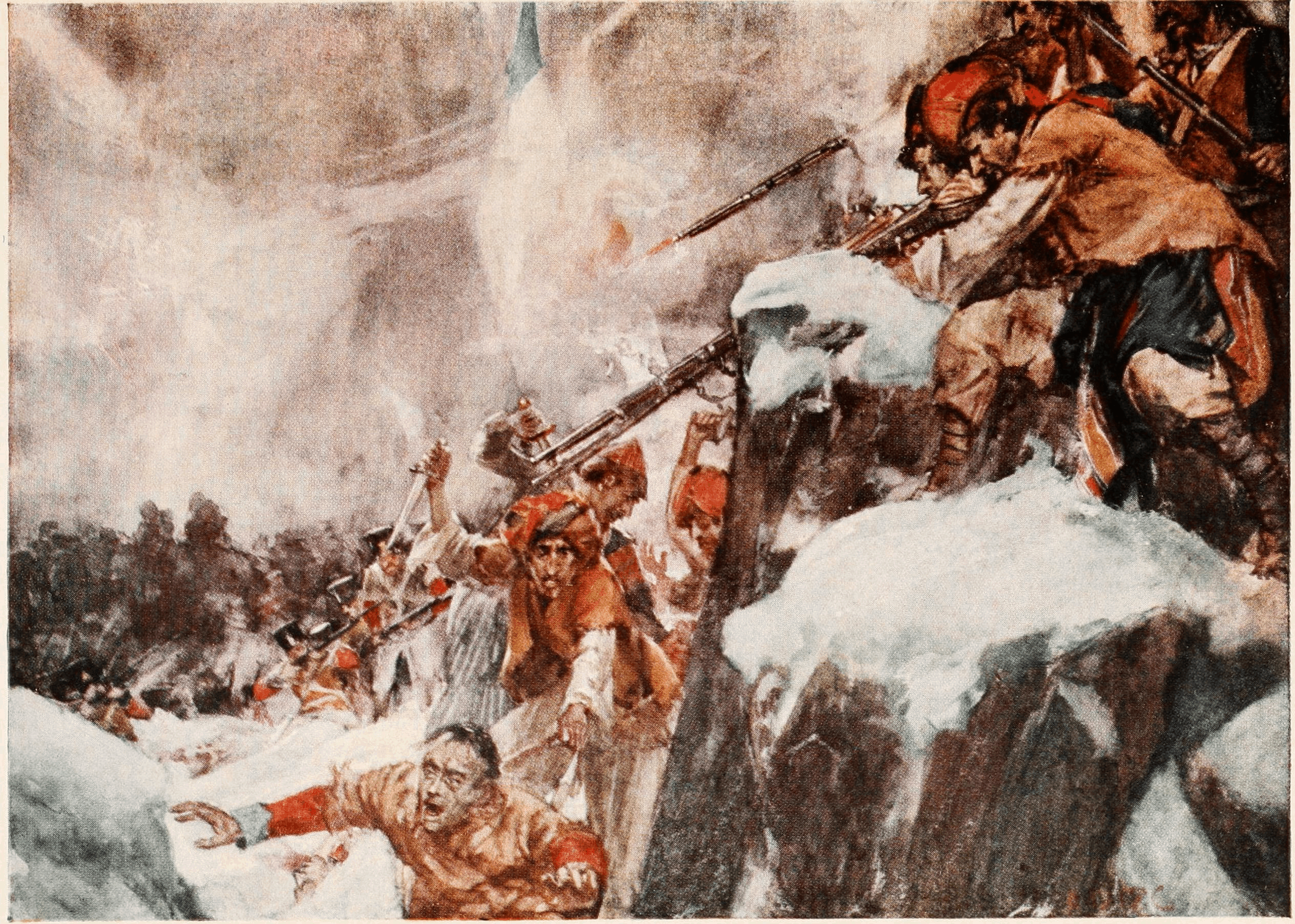
Una ilustración de 1909 de Arthur David McCormick que representa a las tropas británicas intentando abrirse paso a través del paso.

McNaghten se dio cuenta de su situación desesperada y trató de negociar una retirada libre para las tropas y los 12.000 civiles británicos e indios que todavía había en Kabul. Los negociadores afganos invitaron a tomar el té a McNaghten y el 23 de diciembre al producirse el encuentro los británicos fueron emboscados y masacrados, el cuerpo de McNaghten fue arrastrado por las calles de Kabul, Elphinstone vio así su autoridad muy dañada, para horror de sus oficiales éste terminó por firmar la capitulación el 1 de enero de 1842 entregando sus reservas de pólvora, sus mosquetes más recientes y la mayoría de sus cañones. Sin embargo, se les prometió un refugio seguro a las tropas y los civiles, entre ellos niños, mujeres y ancianos, que comenzaron a salir el 6 de enero de la ciudad. Se planeaba retirarse a Jalalabad por 140 km de montañas cubiertas de nieve.
En ese momento las tropas británicas consistían del regimiento 44.º de infantería, los regimientos regulares 5.º, 37.º y 54.º de Infantería Nativa de Bengala (BNI), un regimiento de Levy Shah Shujah (una fuerza subsidiada por un aliado de los británicos en la India), la caballería irregular de Anderson, el 5.º de Caballería Ligera de Bengala y 4 cañones de los artilleros de Bengala. En total 700 británicos y 3.800 indios junto a los 12.000 civiles.

## La masacre

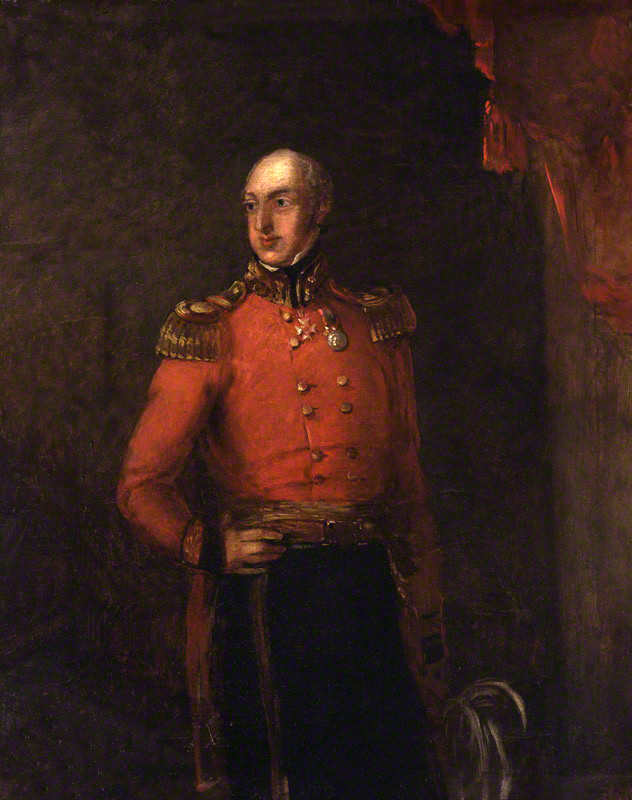
General William Elphinstone (1782-1842).

Los heridos fueron dejados atrás porque Akbar Khan garantizó su seguridad, pero en cuanto los últimos soldados se alejaron fueron masacrados. El primer paso peligroso para las tropas de Elphinstone fue el paso Khord-Kabul, a 24 km de Kabul. En lugar de apresurarse y asegurar el paso, Elphinstone ordenó un descanso después de cubrir sólo 9,7 km. Cualquier esfuerzo por mantener la organización militar en el retiro no se realizó. Era tan lento el avance que cuando la última unidad alcanzó el lugar de descanso ya eran más de las 2 de la mañana. Esto dio a los afganos la oportunidad de preparar una emboscada.
Cuando los británicos continuaron su lenta marcha hasta el paso, se les disparó desde todos los lados por ghilzais armados con los fusiles capturados a los británicos y sus jezails tradicionales. Por la tarde del 9 de enero, alrededor de 3.000 personas de la columna de Elphinstone habían muerto, tanto por la emboscada enemiga, como por congelamiento o incluso por suicidio. La columna solo avanzó otros 16 kilómetros cuando algunos cientos de soldados desertaron e intentaron volver a Kabul pero todos fueron masacrados. Elphinstone dejó de dar órdenes e iba silenciosamente sentado en su caballo. Sus hombres se hallaban constantemente marchando por el fondo de desfiladeros estrechos a 20 grados bajo cero mientras que desde las montañas eran constantemente hostigados por los afganos (armados con armas de fuego, espadas, cuchillos, flechas o piedras lanzadas desde arriba) sobre todo en la retaguardia. En la tarde del 11 de enero las mujeres inglesas aceptaron ser tomadas prisioneras prometiendo que podrían pedir rescate por ellas, mientras que los sirvientes indios y las esposas de los cipayos fueron masacradas por no valer ningún rescate.
El mismo día Akbar Khan convenció a Elphinstone y su segundo al mando, el brigadier Shelton, de convertirse también en rehenes. Fue un acto degradante único en la historia militar británica, que oficiales de alto rango se entregaran para salvar sus vidas, mientras que sus soldados tuvieron que luchar y afrontar una muerte casi segura. Elphinstone murió el 23 de abril como un cautivo.

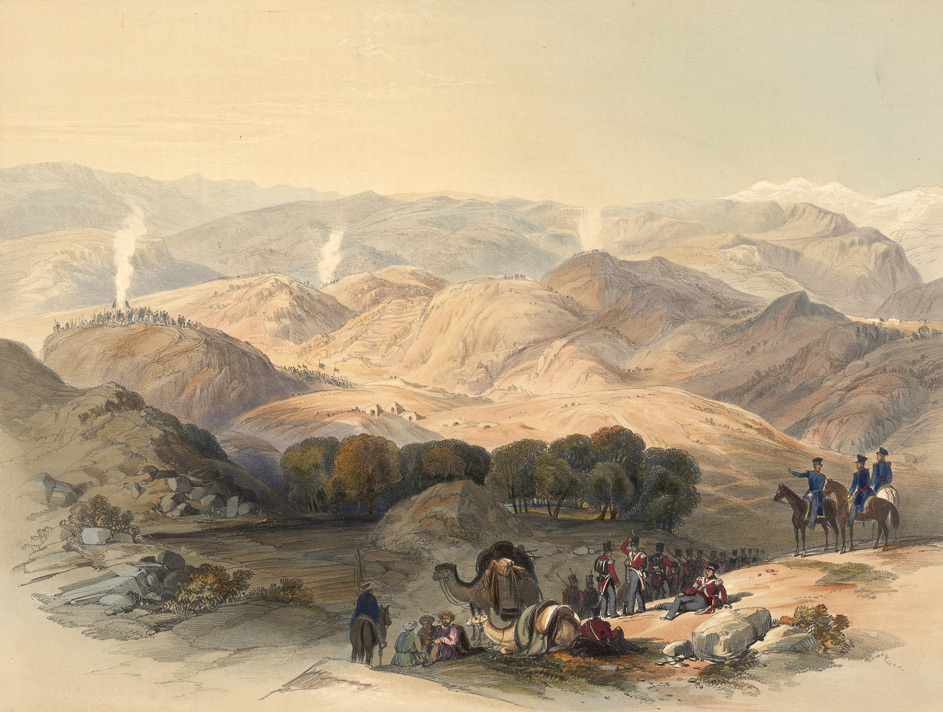
El bosque y el valle de Jugdulluk, donde el ejército de Elphinstone hizo su última resistencia en la calamitosa retirada; enero de 1842. Tal como lo dibujó en el lugar James Rattray.

Al día siguiente las tropas restantes, ahora dirigidas por el general de brigada John Thomas Anquetil, llegaron a la cresta de Jugdulluk, sólo para descubrirla bloqueada por guerreros afganos. Solo unos pocos soldados del 44.º regimiento lograron romper el bloqueo, el resto murieron en los combates, llegando los cerca de cuarenta sobrevivientes al pueblo de Gandamak donde fueron emboscados y rodeados. Se les ofreció la rendición pero los británicos se negaron a seguir creyendo en los afganos y decidieron resistir. Todos murieron, excepto el capitán James Souter, el sargento Fair y siete soldados que fueron hechos prisioneros.
En cuanto a una docena de jinetes que también escaparon, fueron cazados hasta que solo quedó uno vivo, William Brydon, aunque posteriormente se informó que algunos cipayos lograron también escapar, Brydon llegó a Jalalabad herido en la cabeza por una espada cuyo golpe fue amortiguado porque en su sombrero llevaba un pequeño libro, un pastor afgano le dio refugio durante la batalla y le cedió su caballo que también fue herido y terminó por caer muerto en cuanto pasó la puerta de la ciudad. Se dice que se le preguntó a su llegada lo que pasó con el ejército, a lo que Brydon respondió "Yo soy el ejército". Brydon más tarde publicó un libro de memorias de la marcha.

## Consecuencias

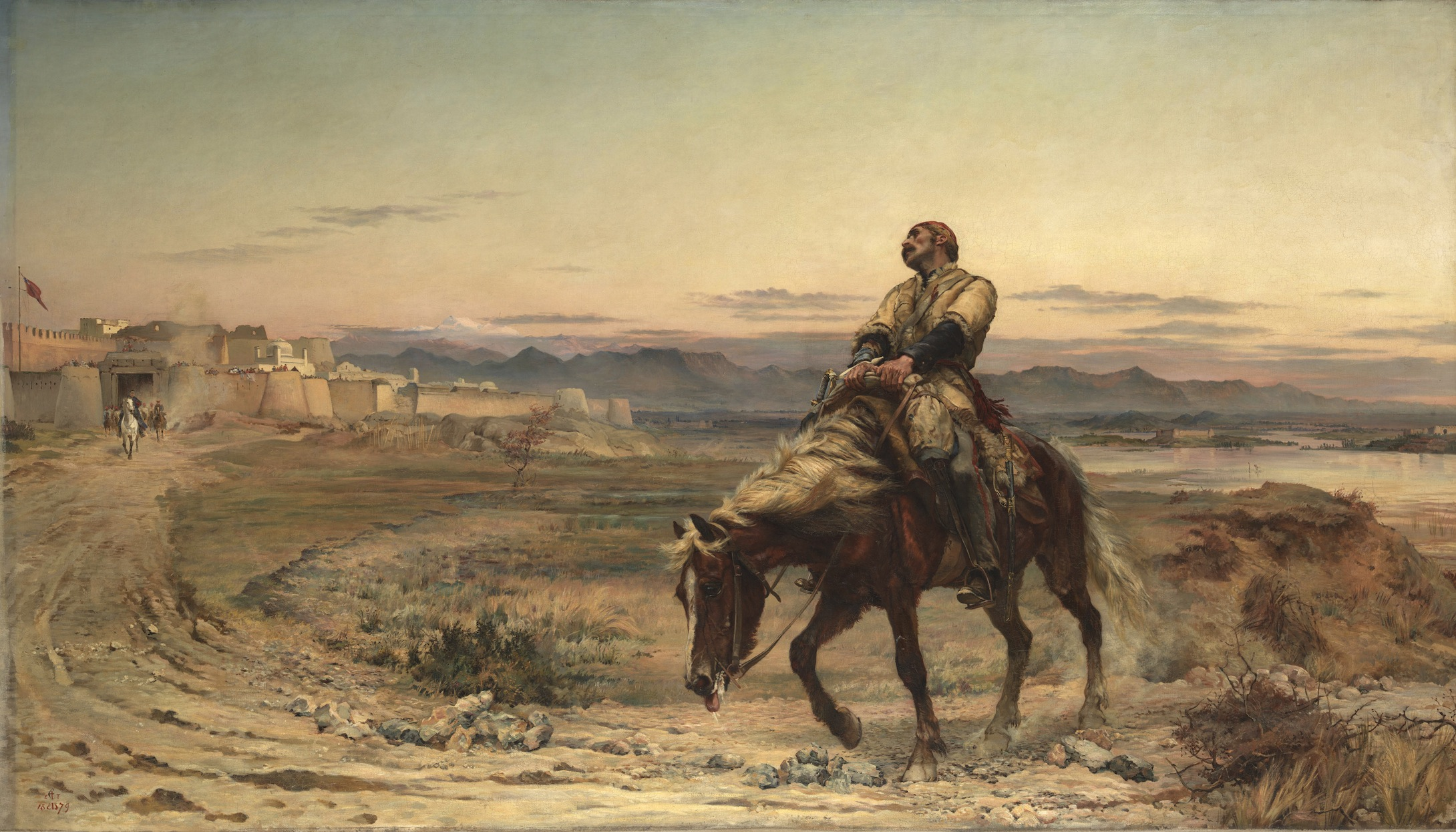
Remnants of an Army, cuadro de Elizabeth Thompson de 1879, muestra la llegada de William Brydon a Jalalabad.

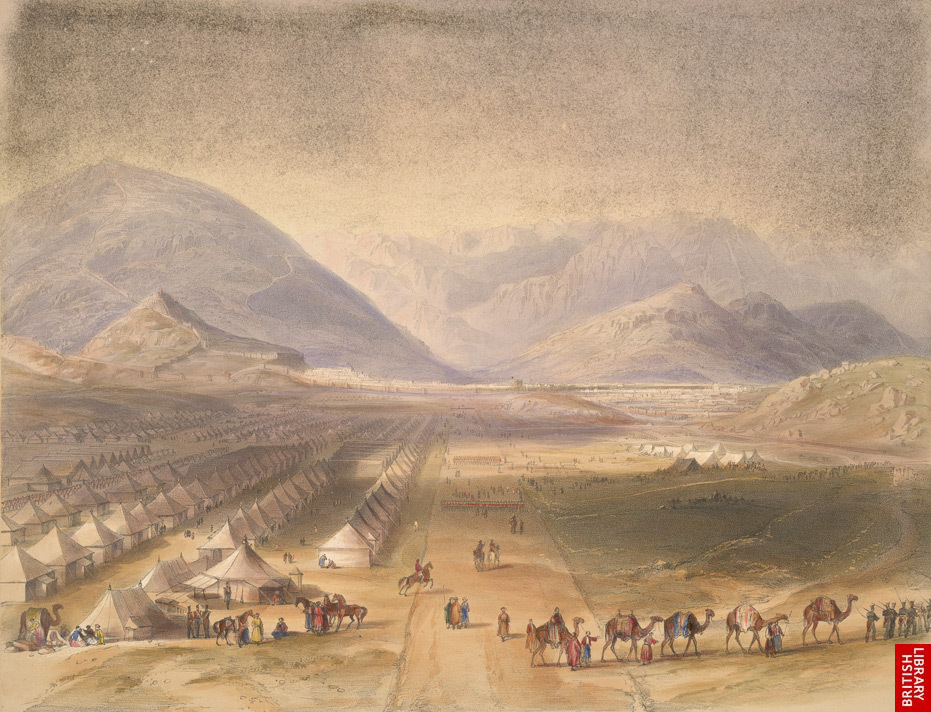
Tropas británicas e indias en las afueras de Kabul en 1842.

La aniquilación de un ejército de 16.500 personas conmocionó a Gran Bretaña, la India y al Gobernador General, el Conde de Auckland, quien sufrió un derrame cerebral al escuchar las noticias. En otoño de ese año, fue enviada una expedición de castigo dirigida por Sir George Pollock, lográndose rescatar a los prisioneros y cautivas. Sin embargo, la destrucción de un ejército y acompañantes (o más bien una columna de civiles fuertemente guarnecida) siguió siendo uno de los episodios más humillantes para las armas del Imperio británico.
El liderazgo de Elphinstone es visto como un ejemplo notorio de cómo la ineptitud y la indecisión de un oficial de alto rango podía poner en peligro la moral y la eficacia de un ejército (aunque éstas ya estaban muy agotadas). Elphinstone fracasó por completo en guiar a sus soldados, pero fatalmente ejerció también la autoridad suficiente para evitar que cualquiera de sus oficiales mandara en su lugar. 
Durante la campaña de castigo, 22 oficiales, 37 suboficiales y soldados, 19 de sus esposas y 22 niños tomados como rehenes durante la batalla fueron liberados a salvo.
Los historiadores siguen debatiendo si Akbar Khan ordenó la masacre o simplemente no pudo evitarla. Algunos de los oficiales británicos y sus familias fueron tomados como rehenes después de afirmar que Akbar Khan había llamado "¡Evitarles!" en persa, pero "¡Mátarles!" en pashtu a los miembros de la tribu. En cualquier caso, la reacción británica a tal atrocidad debe haber sido clara para él. Murió a finales de 1845, posiblemente envenenado por su padre Dost Mohammed, que puede haber temido sus ambiciones.
Dost Mohammed siguió siendo un prisionero británico hasta finales de 1842, cuando fue puesto en libertad por las autoridades británicas que, una vez tomaron revancha capturando y saqueando Kabul, habían resuelto abandonar cualquier intento de intervenir en los asuntos internos de Afganistán. Shuja Shah fue asesinado en abril de 1842 y su hijo, el nuevo emir, fue depuesto en cuanto los británicos se retiraron, Dost Mohammed rápidamente restableció su autoridad. Murió el 9 de junio de 1863 de causas naturales.
El poeta alemán Theodor Fontane se enteró de la masacre durante su visita a Inglaterra en 1844, y en 1859 escribió una balada al respecto titulada "La tragedia de Afganistán".
En 2013, un escritor de The Economist calificó la retirada como "el peor desastre militar británico hasta la caída de Singapur exactamente un siglo después".